# David Feherty

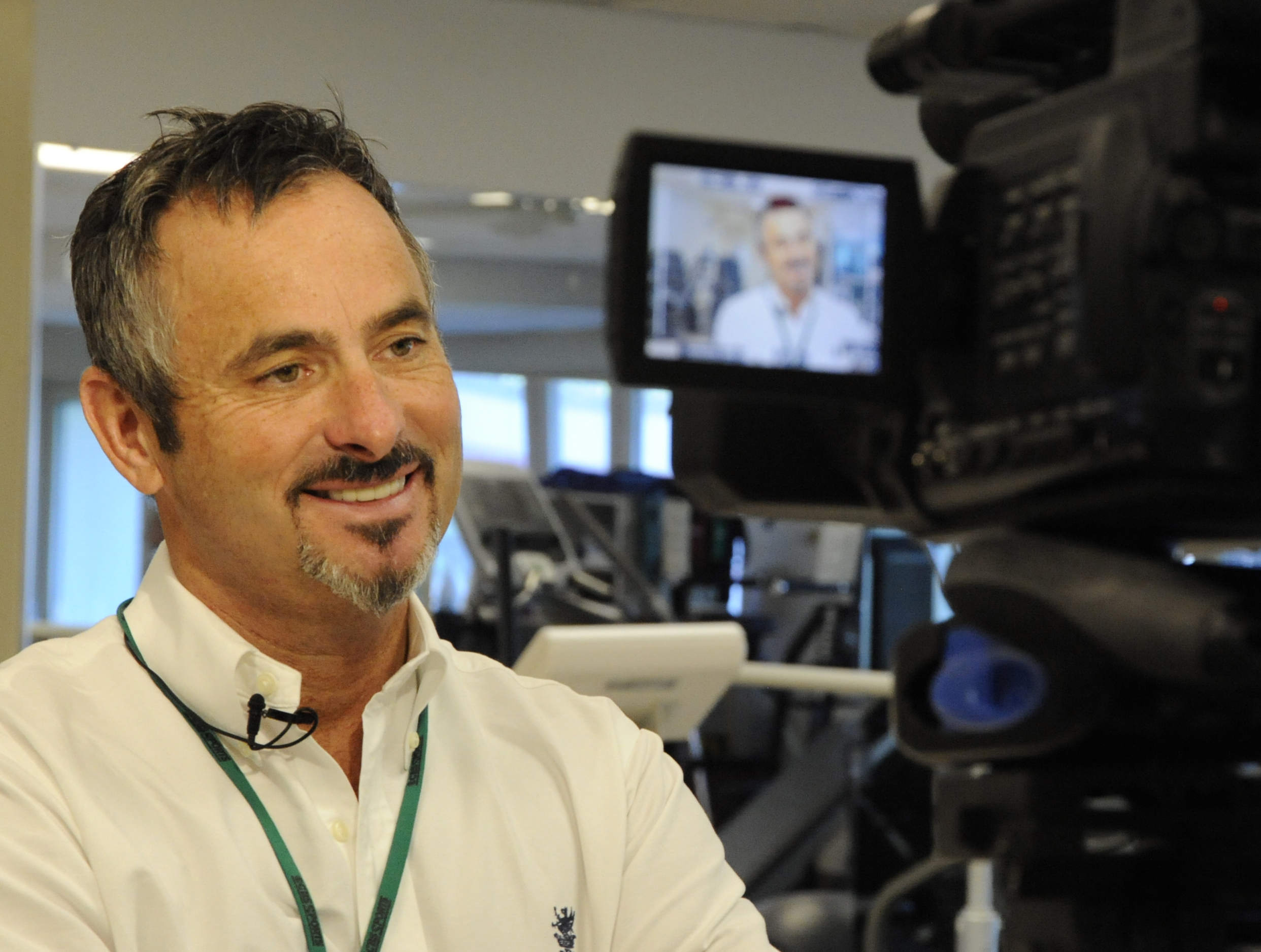
David Feherty

David Feherty (Bangor, 13 augustus 1958) is een voormalig professioneel golfer uit Noord-Ierland.
David Feherty's vader kwam uit Bangor.

## Golfer
Feherty werd in 1979 professional en speelde op de Europese PGA Tour, waar hij vijf overwinningen haalde en tweemaal in de top 10 van de Order of Merit stond.  Ook speelde hij op de Amerikaanse PGA Tour in 1994 en 1995, waar zijn beste resultaat een tweede plaats was op de New England Classic in 1994.
Hij was captain van het Ierse team dat de Alfred Dunhill Cup van 1990 won en speelde in de Ryder Cup in 1991 waar hij Payne Stewart in de singles versloeg. 

### Gewonnen

#### Europese Tour
- 1986: Italian Open
- 1986: Bell's Scottish Open
- 1989: BMW International Open
- 1991: Credit Lyonnais Cannes Open
- 1992: Iberia Madrid Open

#### Elders
- 1980: Irish National PGA Championship
- 1982: Irish National PGA Championship
- 1984: ICL International (South Africa)
- 1988: South African National PGA Championship
- 1992: Bell's Cup (South Africa)

### Teams
- Ryder Cup (namens Europa): 1991
- Alfred Dunhill Cup (namens Ierland): 1990 (winnaars, captain)
- Four Tours World Championship: 1990, 1991 (winnaars)

## Televisie
In 1971 ging Feherty voor CBS Sports werken en gaf verslag vanuit de golfbanen. Ook schrijft hij regelmatig voor Golf Magazine. Hij woont in Dallas waar hij regelmatig te gast is op het sportprogramma KTCK.
In 2006 geeft Feherty publiekelijk toe problemen te hebben met depressies en drank. Hij gaat in therapie.
In 2008 wordt hij geschept door een auto. Hij breekt drie ribben en een long wordt geperforeerd. Hij was voldoende hersteld om verslag te doen van de Masters in april.
David Feherty is al jaren golf verslaggever op de PGA Tour voor NBC sports

## Schrijver
Feherty schreef vier boeken:
- A Nasty Bit of Rough;
- Somewhere in Ireland a Village Is Missing an Idiot;
- David Feherty's Totally Subjective History of the Ryder Cup.
- An Idiot for All Seasons